# Un mal sueño
Un mal sueño es el quinto álbum de estudio del grupo español Triana, lanzado en 1981 por Movieplay.
La banda empezó a entrar en crisis profesional, al tiempo que el sonido de éste en comparación con anteriores trabajos se vuelca de manera considerable hacia el pop rock.
No obstante la inspiración compositiva del grupo se mantiene en temas como Es algo tan maravilloso (con cierto sesgo música disco) o Una noche de amor desesperada.

## Lista de canciones
Todas las canciones son de Jesús de la Rosa Luque, excepto indicación.

### Lado A
1. "Un mal sueño" - 4:40
2. "Es algo tan maravilloso" - 4:04
3. "Una vez" - 4:12
4. "Y que voy a hacer con tu sonrisa" - 4:39 (Eduardo Rodríguez Rodway)

### Lado B
1. "Una noche de amor desesperada" - 4:52
2. "Por el camino" - 6:43
3. "Corre" - 4:08

## Créditos
- Jesús de la Rosa Luque – voz y teclados.
- Juan José Palacios "Tele" – batería y percusión.
- Eduardo Rodríguez Rodway – guitarra española y voz en “Y que voy a hacer con tu sonrisa”.
- Manolo Rosa – bajo eléctrico.
- Antonio Pérez García de Diego – guitarra eléctrica.
- Luis Cobo "Manglis" – guitarra eléctrica.
- Tara y María Laz: voces y coros.